# Зубац, Ивица
И́вица Зу́бац (хорв. Ivica Zubac; род. 18 марта 1997 года, Мостар, Босния и Герцеговина) — хорватский профессиональный баскетболист, играющий на позиции центрового. Выступает за баскетбольный клуб НБА «Лос-Анджелес Клипперс». Был выбран «Лейкерс» во втором раунде под общим 32-м номером на драфте 2016 года.

## Карьера

### Европа (2013—2016)
Зубац начал выступать за молодежную команду «Цибона», в которую перешел из клуба второго дивизиона Хорватии «Зриневац», где выступал в сезоне 2013-14. В следующем сезоне попал в состав «Цибоны», вместе с несколькими молодыми талантами, такими как Ник Славица и Анте Жижич, которые должны были заменить уехавшего в НБА Дарио Шарича. Выступал в первом дивизионе Хорватии, принял участие в розыгрыше Адриатической лиги, а во втором сезоне также выходил на площадку в Кубке Европы ФИБА. В феврале 2016 года покинул «Цибону» из-за финансовых проблем клуба, и подписал контракт с сербским клубом «Мега».

### Лос-Анджелес Лейкерс (2016—2019)
23 июня 2016 года Зубац был выбран под общим 32-м номером на драфте 2016 года командой by the «Лос-Анджелес Лейкерс». 7 июля подписал контракт с «Лейкерс» и присоединился к команде в Летней лиге НБА. Дебютировал в НБА 2 ноября 2016 года, набрав шесть очков, заменив Тимофея Мозгова, а его клуб проиграл «Атланте» со счётом 123—116/ По ходу первой половины сезона принял участие всего лишь в десяти матчах, лучшие показатели набрал 17 января 2017 года против «Денвер Наггетс» — сделал первый дабл-дабл, набрав 11 очков и совершил 13 подборов, а также три блок-шота, однако команда проиграла со счётом 127—121.
31 января 2017 года набрал рекордные для себя 17 очков, а его команда победила в матче против «Денвер Наггетс» со счётом 120—116. 12 марта 2017 года набрал 10 очков, совершил шесть подборов и рекордные четыре блок-шота, однако команда проиграла «Филадельфии». В следующем матче набрал рекордные показатели в карьере — собрал дабл-дабл из 25 очков (реализовал 12 бросков с игры из 15), а также совершил 11 подборов, но клуб вновь проиграл «Денвер Наггетс» со счётом 129—101. В матчах середины февраля-начале марта после смены тренера основной центровой команды Тимофей Мозгов был отправлен на скамейку, после чего Зубац получил больше игрового времени. Кроме того, команда вновь не попала в плей-офф, поэтому было решено наигрывать группу молодых игроков, к которым относился и Ивица Зубац.
В течение первого сезона в НБА команда несколько раз отправляла играть его в Д-Лигу, фарм-клуб «Лос-Анджелес Ди-Фендерс».

### Лос-Анджелес Клипперс (2019—настоящее время)
7 февраля 2019 года Зубац вместе с Майклом Бизли были обменяны в Лос-Анджелес Клипперс на Майка Мускалу. Зубац стал ключевым игроком «Клипперс» в заключительном отрезке сезона, в итоге впервые в своей карьере попав в плей-офф.
22 февраля 2020 года Зубац сделал максимальные в сезоне 15 подборов за 20 минут игры против «Сакраменто Кингз». В победе над «Хьюстон Рокетс» 5 марта Зубац идеально реализовал 6 бросков с игры и набрал максимальные в сезоне 17 очков, а также собрал 12 подборов и заблокировал 1 бросок. 6 августа 2020 года Зубац набрал 21 очко и 15 подборов при 100% точности за 24 минуты игры в матче против «Даллас Маверикс» (126-111). Таким образом, Зубац стал первым игроком в эпоху точных бросков, набравшим 20+ очков и 15+ подборов при 100-процентной точности менее чем за 30 минут игрового времени.
15 февраля 2021 года Зубац набрал максимальные в сезоне 22 очка и сделал 8 подборов в победе над «Майами Хит» со счетом 125-118. 14 апреля Зубац сделал дабл-дабл из 18 очков и 13 подборов в победе над «Детройт Пистонс» со счетом 100-98.
19 января 2022 года Зубац набрал максимальные в карьере 32 очка и сделал 10 подборов в овертайме матча с «Денвер Наггетс» (130:128). В сезоне НБА 2021/22 Зубац начал 76 игр и набирал в среднем по 10,3 очка и 8,5 подбора за игру.
28 июня 2022 года Зубац подписал с «Клипперс» трехлетний контракт на 33 миллиона долларов. 27 ноября Зубац набрал 31 очко и сделал 29 подборов в победе над «Индианой Пэйсерс» со счетом 114:110.
21 апреля 2024 года Зубац набрал максимальные в карьере 20 очков и 15 подборов в матче плей-офф против «Даллас Маверикс» (109-97).
30 августа 2024 года Зубац подписал с «Клипперс» трехлетний контракт на сумму 58,6 млн долларов.
9 апреля 2025 года Зубац в матче против «Хьюстон Рокетс» (134:117) оформил первый трипл-дабл в карьере из 20 очков, 11 подборов и 10 передач.

## Статистика

### Статистика в НБА
| Сезон                                                                                    | Команда  | Регулярный сезон | Регулярный сезон | Регулярный сезон | Регулярный сезон | Регулярный сезон | Регулярный сезон | Регулярный сезон | Регулярный сезон | Регулярный сезон | Регулярный сезон | Регулярный сезон | Серия плей-офф | Серия плей-офф | Серия плей-офф | Серия плей-офф | Серия плей-офф | Серия плей-офф | Серия плей-офф | Серия плей-офф | Серия плей-офф | Серия плей-офф | Серия плей-офф |
| Сезон                                                                                    | Команда  | GP               | GS               | MPG              | FG%              | 3P%              | FT%              | RPG              | APG              | SPG              | BPG              | PPG              | GP             | GS             | MPG            | FG%            | 3P%            | FT%            | RPG            | APG            | SPG            | BPG            | PPG            |
| ---------------------------------------------------------------------------------------- | -------- | ---------------- | ---------------- | ---------------- | ---------------- | ---------------- | ---------------- | ---------------- | ---------------- | ---------------- | ---------------- | ---------------- | -------------- | -------------- | -------------- | -------------- | -------------- | -------------- | -------------- | -------------- | -------------- | -------------- | -------------- |
| 2016/17                                                                                  | Лейкерс  | 38               | 11               | 16,0             | 52,9             | 0,0              | 65,3             | 4,2              | 0,8              | 0,4              | 0,9              | 7,5              | Не участвовал  | Не участвовал  | Не участвовал  | Не участвовал  | Не участвовал  | Не участвовал  | Не участвовал  | Не участвовал  | Не участвовал  | Не участвовал  | Не участвовал  |
| 2017/18                                                                                  | Лейкерс  | 43               | 0                | 9,5              | 50,0             | 0,0              | 76,5             | 2,9              | 0,6              | 0,2              | 0,3              | 3,7              | Не участвовал  | Не участвовал  | Не участвовал  | Не участвовал  | Не участвовал  | Не участвовал  | Не участвовал  | Не участвовал  | Не участвовал  | Не участвовал  | Не участвовал  |
| 2018/19                                                                                  | Лейкерс  | 33               | 12               | 15,6             | 58,0             | -                | 86,4             | 4,9              | 0,8              | 0,1              | 0,8              | 8,5              | Не участвовал  | Не участвовал  | Не участвовал  | Не участвовал  | Не участвовал  | Не участвовал  | Не участвовал  | Не участвовал  | Не участвовал  | Не участвовал  | Не участвовал  |
| 2018/19                                                                                  | Клипперс | 26               | 25               | 20,1             | 53,8             | -                | 73,3             | 7,7              | 1,5              | 0,4              | 0,9              | 9,4              | 4              | 3              | 9,7            | 50,0           | -              | 66,7           | 5,5            | 0,3            | 0,5            | 0,5            | 5,0            |
| 2019/20                                                                                  | Клипперс | 72               | 70               | 18,4             | 61,1             | 0,0              | 74,7             | 7,6              | 1,1              | 0,2              | 0,9              | 8,3              | 13             | 13             | 24,6           | 56,4           | -              | 81,1           | 7,2            | 0,6            | 0,2            | 0,8            | 9,1            |
| 2020/21                                                                                  | Клипперс | 72               | 33               | 22,3             | 65,2             | 25,0             | 78,9             | 7,2              | 1,3              | 0,3              | 0,9              | 9,0              | 17             | 7              | 17,7           | 59,6           | -              | 79,6           | 5,8            | 0,4            | 0,1            | 0,7            | 6,3            |
| 2021/22                                                                                  | Клипперс | 76               | 76               | 24,4             | 62,6             | -                | 72,7             | 8,5              | 1,6              | 0,5              | 1,0              | 10,3             | Не участвовал  | Не участвовал  | Не участвовал  | Не участвовал  | Не участвовал  | Не участвовал  | Не участвовал  | Не участвовал  | Не участвовал  | Не участвовал  | Не участвовал  |
| 2022/23                                                                                  | Клипперс | 76               | 76               | 28,5             | 63,4             | 0,0              | 69,7             | 9,9              | 1,0              | 0,4              | 1,3              | 10,8             | 5              | 5              | 26,0           | 56,7           | -              | 75,0           | 9,6            | 0,6            | 0,6            | 0,2            | 9,2            |
| 2023/24                                                                                  | Клипперс | 68               | 68               | 26,4             | 64,9             | -                | 72,3             | 9,2              | 1,4              | 0,3              | 1,2              | 11,7             | 6              | 6              | 32,0           | 60,0           | -              | 65,0           | 9,3            | 1,0            | 0,8            | 0,5            | 16,2           |
|                                                                                          | Всего    | 504              | 371              | 21,4             | 61,2             | 8,3              | 73,9             | 7,4              | 1,2              | 0,3              | 1,0              | 9,2              | 45             | 34             | 21,8           | 57,7           | -              | 76,8           | 7,1            | 0,6            | 0,3            | 0,6            | 8,6            |
| Наведите курсор мыши на аббревиатуры в заголовке таблицы, чтобы прочесть их расшифровку. |          |                  |                  |                  |                  |                  |                  |                  |                  |                  |                  |                  |                |                |                |                |                |                |                |                |                |                |                |

### Статистика в Джи-Лиге
| Сезон                                                                                    | Команда                 | Регулярный сезон | Регулярный сезон | Регулярный сезон | Регулярный сезон | Регулярный сезон | Регулярный сезон | Регулярный сезон | Регулярный сезон | Регулярный сезон | Регулярный сезон | Регулярный сезон | Серия плей-офф | Серия плей-офф | Серия плей-офф | Серия плей-офф | Серия плей-офф | Серия плей-офф | Серия плей-офф | Серия плей-офф | Серия плей-офф | Серия плей-офф | Серия плей-офф |
| Сезон                                                                                    | Команда                 | GP               | GS               | MPG              | FG%              | 3P%              | FT%              | RPG              | APG              | SPG              | BPG              | PPG              | GP             | GS             | MPG            | FG%            | 3P%            | FT%            | RPG            | APG            | SPG            | BPG            | PPG            |
| ---------------------------------------------------------------------------------------- | ----------------------- | ---------------- | ---------------- | ---------------- | ---------------- | ---------------- | ---------------- | ---------------- | ---------------- | ---------------- | ---------------- | ---------------- | -------------- | -------------- | -------------- | -------------- | -------------- | -------------- | -------------- | -------------- | -------------- | -------------- | -------------- |
| 2016/17                                                                                  | Лос-Анджелес Ди-Фендерс | 14               | 14               | 30,1             | 58,4             | 36,4             | 82,9             | 9,7              | 1,3              | 0,2              | 1,0              | 15,8             | Не участвовал  | Не участвовал  | Не участвовал  | Не участвовал  | Не участвовал  | Не участвовал  | Не участвовал  | Не участвовал  | Не участвовал  | Не участвовал  | Не участвовал  |
| 2017/18                                                                                  | Саут-Бей Лейкерс        | 14               | 14               | 29,9             | 61,0             | 16,7             | 86,0             | 9,1              | 1,6              | 0,4              | 2,2              | 21,7             | Не участвовал  | Не участвовал  | Не участвовал  | Не участвовал  | Не участвовал  | Не участвовал  | Не участвовал  | Не участвовал  | Не участвовал  | Не участвовал  | Не участвовал  |
|                                                                                          | Всего                   | 28               | 28               | 30,0             | 59,9             | 29,4             | 84,6             | 9,4              | 1,4              | 0,3              | 1,6              | 18,8             | Не участвовал  | Не участвовал  | Не участвовал  | Не участвовал  | Не участвовал  | Не участвовал  | Не участвовал  | Не участвовал  | Не участвовал  | Не участвовал  | Не участвовал  |
| Наведите курсор мыши на аббревиатуры в заголовке таблицы, чтобы прочесть их расшифровку. |                         |                  |                  |                  |                  |                  |                  |                  |                  |                  |                  |                  |                |                |                |                |                |                |                |                |                |                |                |

### Статистика в других лигах
| Сезон | Команда               | Лига                  | GP | GS | MPG  | FG%  | 3P% | FT%   | RPG | APG | SPG | BPG | PFL | TOV | PPG  |
| --- | --------------------- | --------------------- | -- | -- | ---- | ---- | --- | ----- | --- | --- | --- | --- | --- | --- | ---- |
| 2014/15 | Все клубы             | Все лиги              | 30 | 8  | 13,8 | 69,4 | 0,0 | 70,0  | 3,4 | 0,4 | 0,1 | 0,7 | 1,6 | 1,0 | 6,8  |
| 2014/15 | Горица                | Чемпионат Хорватии    | 7  | 5  | 22,0 | 70,4 | 0,0 | 76,7  | 5,4 | 1,0 | 0,1 | 1,4 | 0,6 | 2,3 | 14,1 |
| 2014/15 | Цибона                | Чемпионат Хорватии    | 17 | 3  | 11,6 | 62,5 | -   | 64,7  | 3,0 | 0,2 | 0,1 | 0,5 | 1,8 | 0,8 | 4,2  |
| 2014/15 | Цибона                | Лига ABA              | 6  | 0  | 10,5 | 82,4 | -   | 66,7  | 2,2 | 0,3 | 0,0 | 0,7 | 2,3 | 0,0 | 5,3  |
| 2015/16 | Все клубы             | Все лиги              | 20 | 11 | 19,9 | 53,4 | -   | 76,5  | 4,7 | 0,6 | 0,6 | 1,3 | 2,5 | 1,2 | 10,0 |
| 2015/16 | Цибона                | Лига ABA              | 5  | 1  | 13,0 | 57,7 | -   | 57,1  | 3,0 | 0,0 | 0,2 | 1,2 | 1,4 | 0,4 | 6,8  |
| 2015/16 | Цибона                | Кубок Европы ФИБА     | 2  | 1  | 20,0 | 73,3 | -   | 100,0 | 6,0 | 0,0 | 0,5 | 0,5 | 2,0 | 1,0 | 12,0 |
| 2015/16 | Мега                  | Чемпионат Сербии      | 13 | 9  | 22,5 | 50,0 | -   | 80,0  | 5,1 | 0,8 | 0,8 | 1,5 | 2,9 | 1,5 | 10,9 |
| Всего | Всего                 | Всего                 | 50 | 19 | 16,2 | 59,9 | 0,0 | 72,1  | 3,9 | 0,5 | 0,3 | 1,0 | 2,0 | 1,0 | 8,1  |
| В чемпионате Хорватии | В чемпионате Хорватии | В чемпионате Хорватии | 24 | 8  | 14,6 | 67,0 | 0,0 | 70,3  | 3,7 | 0,4 | 0,1 | 0,8 | 1,5 | 1,2 | 7,1  |
| В Лиге ABA | В Лиге ABA            | В Лиге ABA            | 11 | 1  | 11,6 | 67,4 | -   | 61,5  | 2,5 | 0,2 | 0,1 | 0,9 | 1,9 | 0,2 | 6,0  |
| Наведите курсор мыши на аббревиатуры в заголовке таблицы, чтобы прочесть их расшифровку Статистика приведена с сайта basketball.realgm.com |                       |                       |    |    |      |      |     |       |     |     |     |     |     |     |      |